# Masha Slamovich
Anna Chozina (ros. Анна Хозина, ur. 18 czerwca 1998 w Moskwie) – amerykańsko-rosyjska wrestlerka, występująca pod pseudonimem ringowym Masha Slamovich. W 2021 r. podpisała kontrakt zawodniczy z amerykańską federacją Impact Wrestling. Zdobyła tam jednokrotnie tytuł Impact Knockouts World Tag Team z Killer Kelly w drużynie nazwanej MK Ultra. Slamovich rozpoczęła karierę wrestlerską w 2016 r.

## Mistrzostwa i osiągnięcia
- AAW: Professional Wrestling Redefined
  - AAW Women’s Championship (1 raz)[5]
- Atomic Legacy Wrestling
  - ALW Hardcore Championship (1 raz)[5]
- Combat Fights Unlimited
  - CFU Undisputed Championship (1 raz)[5]
- Expect The Unexpected Wrestling
  - ETU Keys To The East Championship (1 raz)[5]
  - ETU Keys To The East Championship Tournament (2022)[6]
- Fight Life Pro Wrestling
  - Fight Life World Championship (1 raz)[5]
- Game Changer Wrestling
  - GCW World Championship (1 raz)[5]
  - Do or Die Battle Royal (2023)[6]
- Global Syndicate Wrestling
  - GSW Women’s World Championship (1 raz)[5]
  - GSW Soul of Syndicate Championship (1 raz)[5]
- Impact Wrestling
  - Impact Knockouts World Tag Team Championship (1 raz) – z Killer Kelly
- Lucha Memes
  - Battle of Coacalco (2022)[6]
- Pro Wrestling Illustrated
  - PWI umieścił ją na 14. miejscu rankingu wrestlerek PWI Top 150 w 2022[7]
  - PWI umieścił ją na 15. miejscu rankingu wrestlerów PWI Top 500 w 2022[7]
- Sports Illustrated
  - SI umieścił ją na 10. miejscu rankingu 10 najlepszych wrestlerów w 2022[8]
- Top Talent Wrestling
  - TTW Championship (1 raz)[5]
- Victory Pro Wrestling
  - VPW Women’s Championship (1 raz)[5]
- West Coast Pro Wrestling
  - West Coast Pro Women’s Championship (1 raz)[5]
  - Queen of Indies (2023)[6]
- Westside Xtreme Wrestling
  - wXw Women’s Championship (1 raz)[5]